# Emilio Lara
Emilio Lara Contreras (ur. 18 maja 2002 w Atizapán de Zaragoza) – meksykański piłkarz występujący na pozycji środkowego lub prawego obrońcy, reprezentant Meksyku, od 2024 roku zawodnik Necaxy.